# Powiat starachowicki
Powiat starachowicki – powiat w Polsce (województwo świętokrzyskie), utworzony w 1999 roku w ramach reformy administracyjnej. Jego siedzibą jest miasto Starachowice.
Powiat starachowicki istniał także od 9 grudnia 1973 (po przemianowaniu powiatu iłżeckiego) do 31 maja 1975, gdy w wyniku nowego podziału administracyjnego Polski zniesiono wszystkie powiaty.
W skład powiatu wchodzą:
- gminy miejskie: Starachowice
- gminy miejsko-wiejskie: Wąchock
- gminy wiejskie: Brody, Mirzec, Pawłów
- miasta: Starachowice, Wąchock

Powiat starachowicki graniczy z trzema powiatami województwa świętokrzyskiego: ostrowieckim, kieleckim i skarżyskim oraz z trzema powiatami województwa mazowieckiego: szydłowieckim, radomskim i lipskim.
Według danych z 31 grudnia 2019 roku powiat zamieszkiwało 89 596 osób. Natomiast według danych z 30 czerwca 2020 roku powiat zamieszkiwały 89 152 osoby.

## Gminy
Liczba ludności i powierzchnia gmin (31 grudnia 2010)
| Gmina                                       | Ludność                                     | Powierzchnia                                |
| Miasto – siedziba powiatu i gminy miejskiej | Miasto – siedziba powiatu i gminy miejskiej | Miasto – siedziba powiatu i gminy miejskiej |
| ------------------------------------------- | ------------------------------------------- | ------------------------------------------- |
| Starachowice (miasto)                       | 51 605                                      | 31,82 km²                                   |
| Miasto – siedziba gminy miejsko-wiejskiej   |                                             |                                             |
| Wąchock (w tym miasto)                      | 6 942 (2 744)                               | 81,84 km² (16,02 km²)                       |
| Wsie będące siedzibą gmin wiejskich         |                                             |                                             |
| Pawłów                                      | 15 069                                      | 137,37 km²                                  |
| Brody                                       | 10 954                                      | 161,27 km²                                  |
| Mirzec                                      | 8 412                                       | 111,11 km²                                  |
| Razem                                       | 99 982                                      | 523,41 km²                                  |

## Demografia

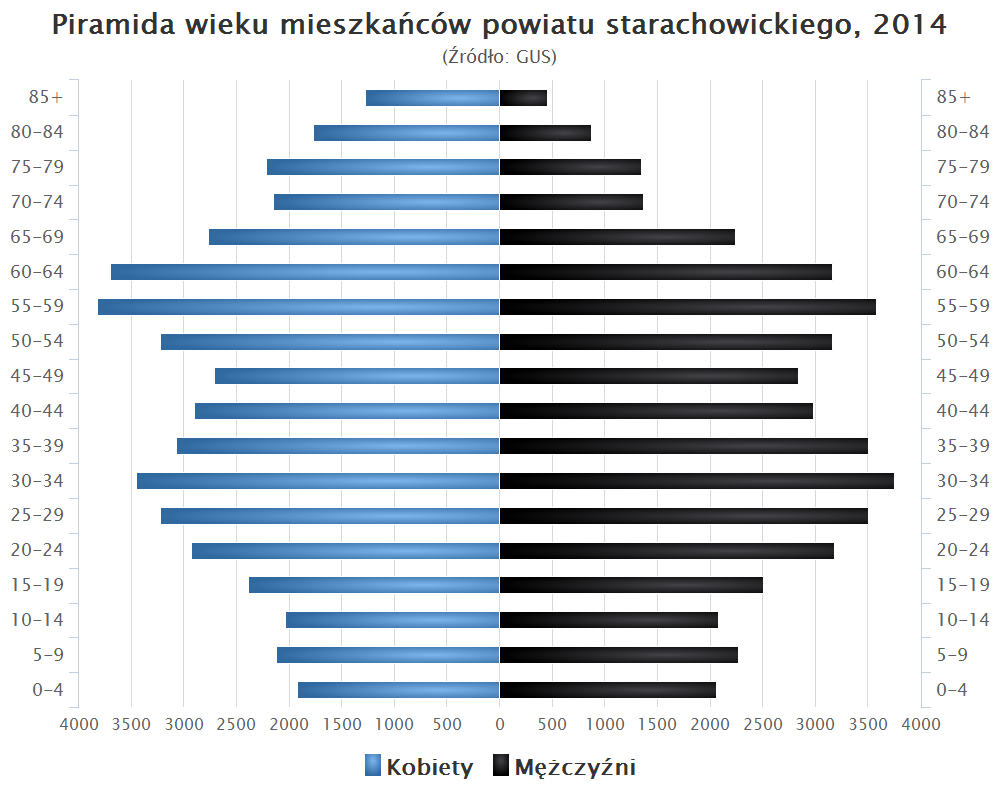
Piramida wieku mieszkańców powiatu starachowickiego w 2014 roku

Liczba ludności (dane z 31 grudnia 2013):
|        | Ogółem | Ogółem | Kobiety | Kobiety | Mężczyźni | Mężczyźni |
| osób   | %      | osób   | %       | osób    | %         |           |
| ------ | ------ | ------ | ------- | ------- | --------- | --------- |
| Ogółem | 93 216 | 100    | 47 964  | 51,45   | 45 252    | 48,55     |
| Miasto | 51 158 | 54,88  | 26 775  | 28,72   | 24 383    | 26,16     |
| Wieś   | 42 058 | 45,12  | 21 189  | 22,73   | 20 869    | 22,39     |

▶Wieś vs ▶miasto
Ogółem (▶k, ▶m)
Miasto (▶k, ▶m)
Wieś (▶k, ▶m)

## Transport
Drogi w zarządzie Starostwa Powiatowego w Starachowicach – całkowita długość dróg – 240,65 km. 
Zgodnie z art. 12, pkt 11 i art. 44 ustawy z dnia 5 czerwca 1998 r. o samorządzie powiatowym oraz art. 6a, ust. 3 ustawy z dn. 21 marca 1985r. o drogach publicznych, ustalenie przebiegu dróg powiatowych leży w gestii Rady Powiatu.
Podstawa: Uchwała nr XXIV/179/2008 z dnia 28 sierpnia 2008 r. Rady Powiatu Starachowice

### Drogi krajowe
- nr 42
- nr 9 (trasa europejska E371)

### Drogi wojewódzkie
- nr 744 (Wąchock-Radom; od września 2024 roku droga zmieniał swój przebieg wraz z oddaniem do użytku północno-zachodniej obwodnicy Starachowic[9])
- nr 752 (Rzepin Pierwszy-Górno)
- nr 756 (Starachowice-Stopnica)